# Ivan Larionov
Ivan Petrovici Larionov (în rusă Иван Петрович Ларионов) (n. 23 ianuarie 1830, Perm - d. 22 aprilie 1889, Saratov, Rusia) a fost un compozitor, scriitor și folclorist rus. În 1860 a scris piesa "Kalinka", despre care mulți specialiști cred că face parte din folclorul rus. 
Ivan Larionov s-a născut într-o familie nobiliară din Perm. A studiat muzica la Moscova. A fost instruit în primul corp de cadeți, a făcut parte dintr-un cor studențesc, a avut succes cu el și a devenit director al corului. Apoi a slujit ca ofițer într-un regiment de infanterie, în timpului serviciul militar compunând câteva melodii. A murit din cauza cancerului de stomac.